# Seals and Crofts
Seals and Crofts sono stati un duo soft rock statunitense, composto da Jimmy Seals (17 ottobre 1941 - 6 giugno 2022) e Dash Crofts (vero nome Darrel Crofts, 14 agosto 1940).

## Storia del gruppo
Entrambi i musicisti sono nati in Texas, ma il gruppo si è formato a Los Angeles.
Il duo, conosciuto soprattutto per la canzone Summer Breeze e per l'album Diamond Girl, è stato attivo dal 1969 al 1980 e si è riunito per brevi periodi in due occasioni: nel 1991-1992 e nel 2004, anno in cui è uscito l'album Traces.

## Discografia
Album
- 1969 - Seals and Crofts
- 1970 - Down Home
- 1971 - Year of Sunday
- 1972 - Summer Breeze
- 1973 - Diamond Girl
- 1974 - Seals & Crofts I & II
- 1974 - Unborn Child
- 1975 - I'll Play for You
- 1975 - Greatest Hits
- 1976 - Get Closer
- 1976 - Sudan Village (live)
- 1977 - One on One (colonna sonora)
- 1978 - Takin' It Easy
- 1979 - Collection
- 1980 - The Longest Road
- 1980 - Lote Tree
- 2004 - Traces